# Prochromadorella graciosa
Prochromadorella graciosa is een rondwormensoort uit de familie van de Chromadoridae. De wetenschappelijke naam van de soort is voor het eerst geldig gepubliceerd in 1990 door Kulikov, Belogurova & Luzganova.